# Rodrigo Bañuelos
Pour les articles homonymes, voir Bañuelos.
Rodrigo Bañuelos est un mathématicien américain, professeur à l'université Purdue. Ses travaux sont à l'interface des probabilités, de l'analyse harmonique et de la théorie spectrale.

## Formation
Rodrigo Bañuelos obtient son doctorat à l'université de Californie à Los Angeles en 1984 avec une thèse intitulée « Martingale Transforms, Related Singular Integrals » sous la supervision de Rick Durrett.

## Carrière
Ricardo Cortez est professeur de mathématiques à l'université Purdue.

## Prix et distinctions
En 1987 il reçoit le NSF Presidential Young Investigator Award.
En 2004, Bañuelos est lauréat du prix Blackwell–Tapia.
En 2000 il est élu membre de l'Institute of Mathematical Statistics, puis en 2013 Fellow de l'American Mathematical Society. Il est également membre de la Society for Advancement of Chicanos and Native Americans in Sciences (SACNAS), la Society for Industrial and Applied Mathematics (SIAM), la Société mathématique européenne (EMS) et l'Association for Women in Mathematics (AWM).
En 2019, il donne la Hugh C. Morris Lecture à l'Université de Washington.